# Iveco Bus Urbanway
Les Iveco Bus Urbanway et Crealis sont une gamme d'autobus et trolleybus à plancher bas fabriqué et commercialisé par le constructeur italien Iveco Bus depuis 2013.
L'Urbanway est décliné en midibus de 10 mètres de long, en autobus standard de 12 mètres et en articulé de 18 mètres. Il est disponible en motorisation Diesel, au gaz naturel et en hybride. En 2016, Iveco Bus cède à l'entreprise roumaine Astra Bus une licence pour la fabrication de l'Urbanway en version trolleybus. L'Urbanway succède à l'Irisbus Citelis et partage sa structure avec le Heuliez GX 337. Ses principaux concurrents sont le Mercedes-Benz Citaro, le MAN Lion's City, le Solaris Urbino, le Scania Citywide, le Volvo 7900, le VDL Citea,le Van Hool NewA330, le Mercedes-Benz Conecto, le Isuzu Citiport, le Otokar Kent  et le BredaMenarinibus Citymood.
Le Crealis est la version BHNS (bus à haut niveau de service) de l'Urbanway.

## Historique
En 2013, Irisbus annonce le remplacement de sa gamme Citelis pour préparer l'arrivée de la norme antipollution Euro VI. À cette occasion, la maison-mère d'Irisbus, Iveco, annonce l'abandon de la marque Irisbus (issue de la fusion entre Renault VI Bus et la division bus Europe d'Iveco en 1999) au profit de la marque Iveco Bus.
Une partie des modèles seront fabriqués dans l'usine Iveco d'Annonay (Ardèche). Les véhicules assemblés en France recevront le label « Origine France Garantie ». Une autre partie des bus sera construite dans l'usine de Vysoké Mýto en République tchèque.
- 2013 : présentation officielle de la version Diesel.
- Début 2014 : commercialisation.
- 2016 : lancement de la version trolleybus.
- 2022 : fin de production des Urbanway à moteur Tector 7 (diesel et hybride) et remplacement du Cursor 8 GNV par le Cursor 9 NP. Nouvelle planche de bord et restylage léger de la face arrière.
- 2024 : restylage complet de la face avant.

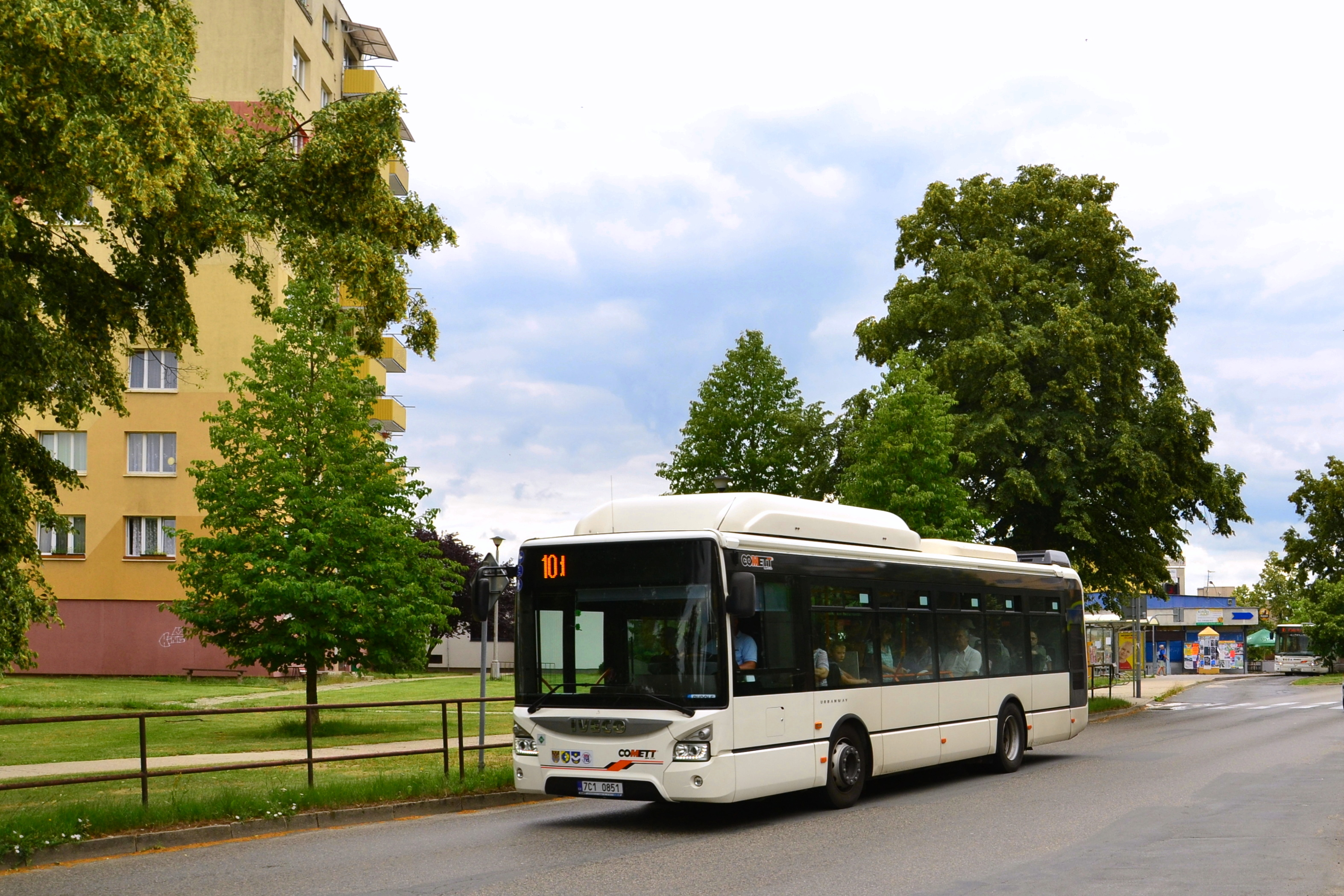
Urbanway 10.
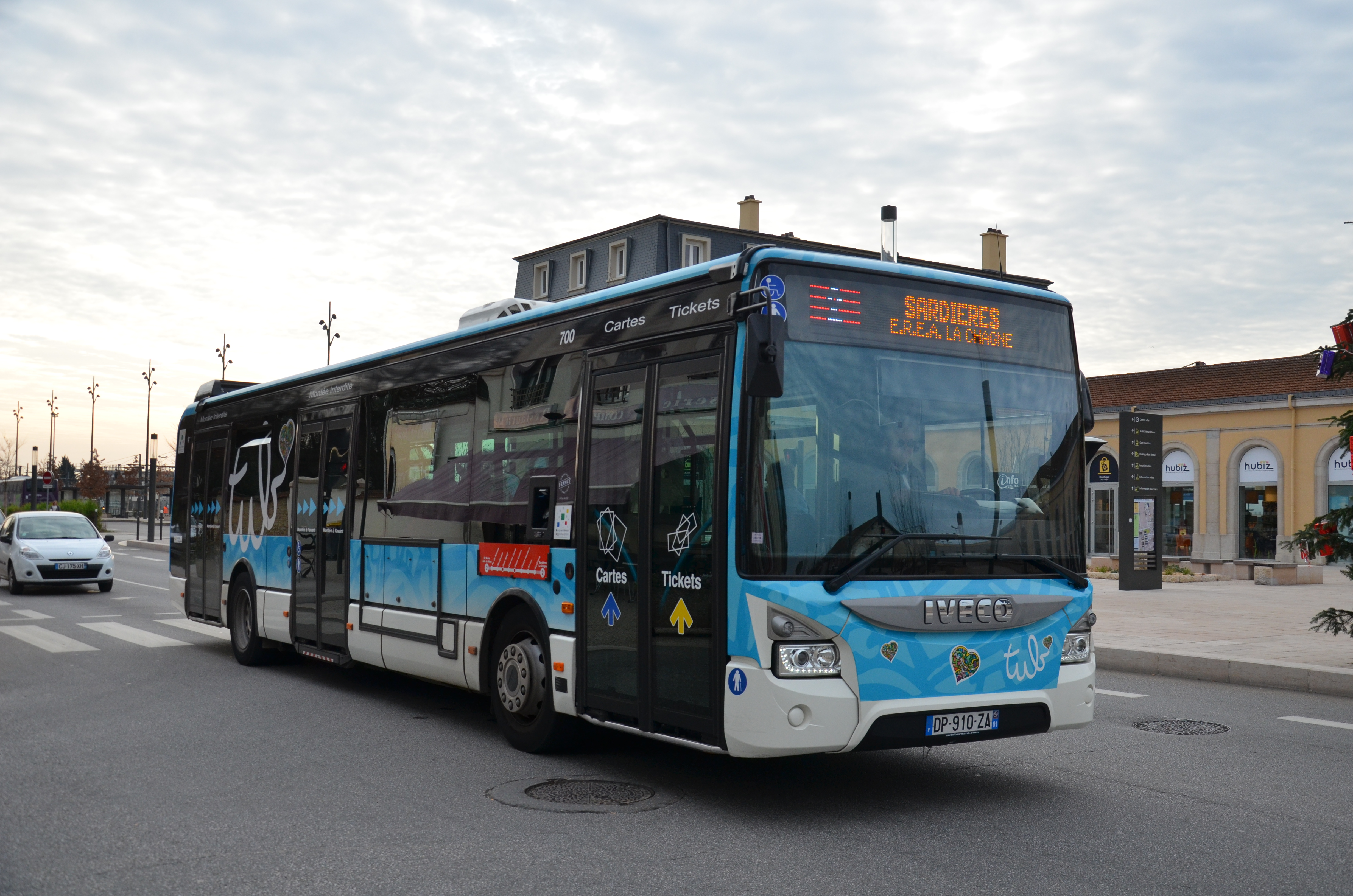
Urbanway 12.
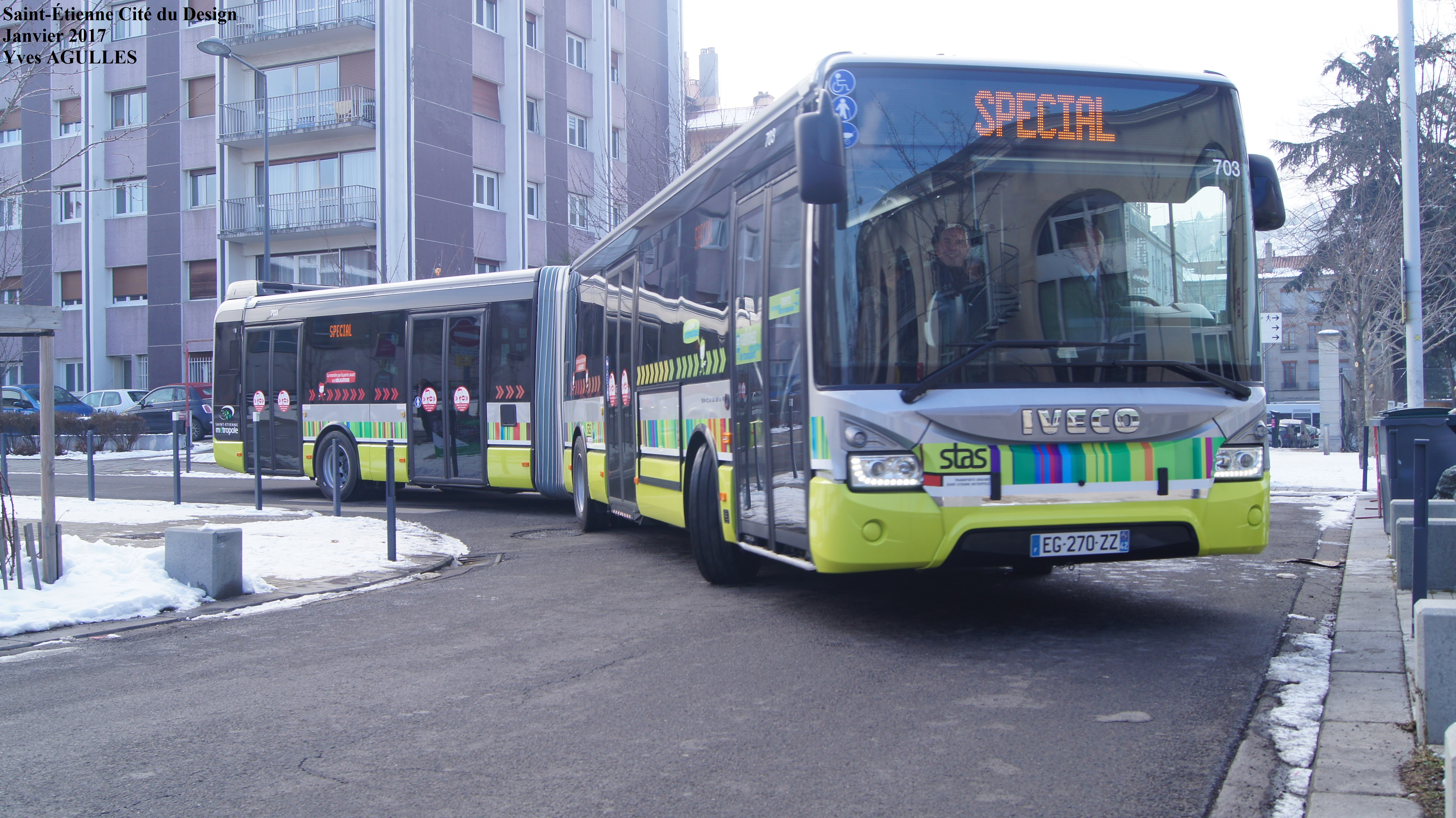
Urbanway 18.

### Iveco Bus Crealis Trolleybus
Le 9 novembre 2017, le constructeur italien Iveco Bus lance son premier trolleybus à batteries.
Cette solution a déjà été développée et utilisée sur quelques modèles par les constructeurs italiens AnsaldoBreda et Bredabus de 1980 à 2000.
En association avec le fabricant d'équipements électriques tchèque Škoda Electric, Iveco Bus développe sa stratégie d'expansion en visant le renouvellement du parc de trolleybus mondial estimé à 15 000 unités.

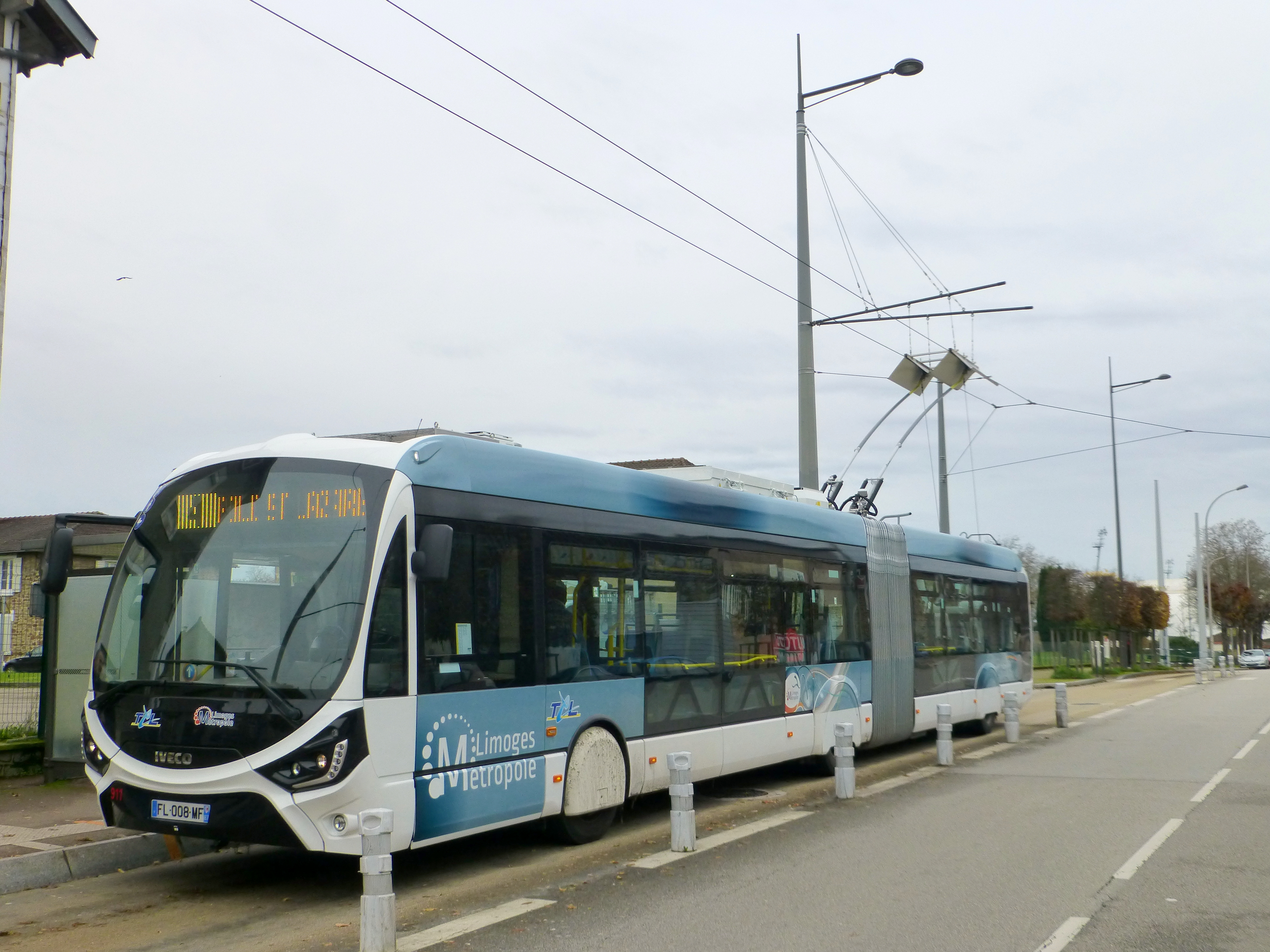
Un trolleybus Crealis du réseau de Limoges.

Iveco Bus lance, avec Škoda Electric, un trolleybus dont la marche autonome de secours n'est plus assurée par un moteur thermique mais par des batteries qui, s'affranchissant à volonté de la recharge grâce à la technologie « In-Motion Charge », est une solution moderne de renouvellement des flottes européennes de trolleybus.
Familier de la technologie trolleybus, avec 800 exemplaires vendus en Europe en 2017, dont les récents quarante-neuf Crealis à la régie des transports de Bologne, Iveco Bus renforce son emprise sur cette technologie en s’associant avec le leader européen de la traction électrique, Škoda Electric, dont 15 000 véhicules circulent sur le continent. Combinant la structure des Urbanway et des "Bus à haut niveau de service" Crealis de 12 et 18 mètres équipés de batteries rechargées par l'alimentation filaire classique, Iveco Bus et Škoda Electric apportent une solution plus écologique et moins onéreuse que les bus 100 % électriques dont l'autonomie ne peut assurer la totalité d'une journée de service sans recharge.

## Modèles

### Générations
- Urbanway Diesel : il est actuellement produit avec une seule génération de moteurs Diesel conforme à la norme Euro 6. Cette version est fabriquée depuis 2013.
- Urbanway Hybride : Iveco Bus a livré les quinze premiers autobus Urbanway hybrides sur les cent quarante-et-un commandés, à STIB-MIVB (Brussels Intercommunal Transport Company), le 30 mai 2019. C'est la compagnie belge qui a inauguré cette nouvelle génération d'autobus. Soixante-quinze autobus doivent être livrés de façon échelonnée jusqu'en novembre 2019 et les cinquante-et-un restants au cours du premier semestre 2020[2]
- Urbanway GNV : les moteurs Iveco Tector et Cursor utilisés sur la gamme des autobus Urbanway gaz naturel peuvent également être alimentés avec du biométhane.

### Crealis

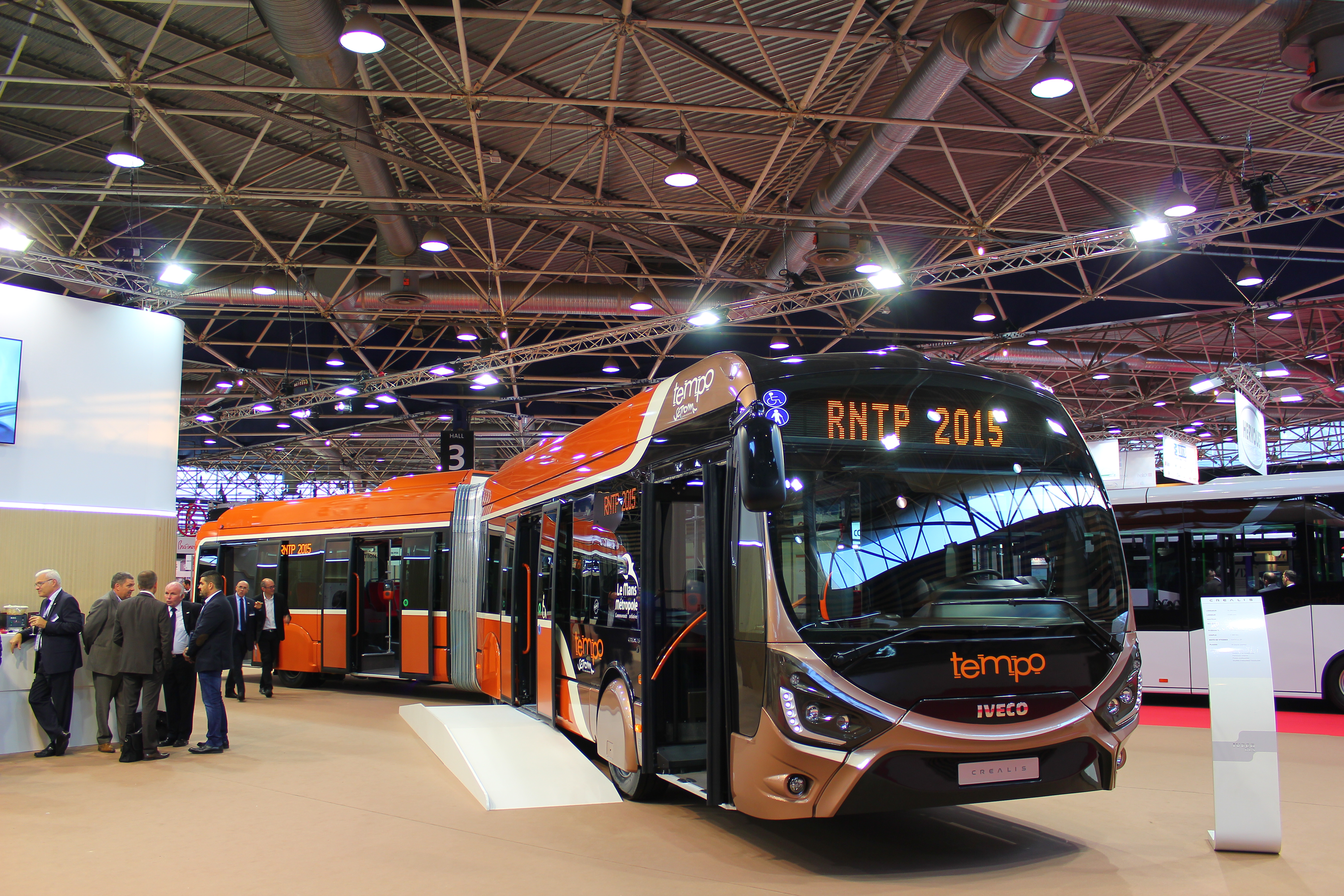
Un Crealis 18 CNG à la Rencontre Nationale des Transports Publics (RNTP).

Lors de l'entrée en vigueur de la norme Euro VI, Irisbus, rebaptisé Iveco Bus stoppe la production de l'Irisbus Citelis et le remplace par la nouvelle plate-forme de l'Urbanway. Une nouvelle génération du Crealis est alors présentée. Contrairement à son prédécesseur, le nouveau Crealis n'est disponible qu'avec une seule face avant, inspirée de l'ancienne version « Neo ».
Il existe en deux longueurs : 12 et 18 mètres.

### E-Way
Au salon Busworld qui s'est tenu en octobre 2019, Iveco Bus a présenté la version 100 % électrique de l'Urbanway : le E-Way.
Cet autobus offre une autonomie exceptionnelle de 527 km avec une seule charge. La version 12 mètres équipée de batteries de 350 kWh a été utilisée lors d'une journée d'essais de 12 heures à une vitesse moyenne de 46,6 km/h
L'E-Way est disponible en quatre longueurs de 9,5 - 10,7 - 12,0 et 18,0 mètres. C'est la filiale française Iveco-Heuliez qui est chargée de la fabrication de ces modèles. Les E-Way peuvent être rechargés de nuit ou par pantographe. Chaque exemplaire peut être équipé d'un nombre de batteries adapté à son utilisation, sans pour autant modifier la capacité du véhicule en nombre de passagers transportés.
Si ce résultat, assez exceptionnel, a été obtenu dans ces conditions d'essai, les modèles déjà en service, notamment en Allemagne à Hafenlohr, ont une autonomie de 416 km. Un Iveco E-Way de 12 mètres a été mis en service à Savone sur la ligne du bord de mer pour desservir les localités balnéaires voisines durant l'été 2020.
Le 14 décembre 2020, la compagnie de transports publics TPER (Trasporto Passeggeri Emilia Romagnade) la ville de Bologne a reçu le premier des troix exemplaires des midibus Iveco E-Way 9,5 m. d'une capacité de 69 passagers dont 16 assis plus 1 PMR. Cette version dispose d'un moteur de 160 kW et de batteries haute énergie à rechargement nocturne (6 heures) de 245 kW, placées sur le toit et la porte technique arrière.

### Les différentes versions et motorisations
- Motorisation diesel :
  - Urbanway 10[4] : midibus 2 ou 3 portes,
  - Urbanway 12[5],[6] et Crealis 12 : autobus standard 2 ou 3 portes,
  - Urbanway 18[7] et Crealis 18 : autobus articulé 3 ou 4 portes.
- Motorisation GNV (gaz) :
  - Urbanway 10 GNV[8]: midibus 2 ou 3 portes,
  - Urbanway 12 GNV[9] et Crealis 12 GNV : autobus standard 2 ou 3 portes,
  - Urbanway 18 GNV[10] et Crealis 18 GNV : autobus articulé 3 ou 4 portes.
- Motorisation hybride :
  - Urbanway 12 Hybride[11] et Crealis 12 Hybride : autobus standard 2 ou 3 portes ;
  - Urbanway 18 Hybride[12] et Crealis 18 Hybride : autobus articulé 3 ou 4 portes.
- Trolleybus :
  - Crealis 12 : trolleybus standard 2 ou 3 portes,
  - Crealis 18[13] : trolleybus articulé 3 ou 4 portes,
  - Astra Town 118 : trolleybus articulé sur la base de l'Urbanway 18,
  - Skoda 35Tr : trolleybus articulé sur la base des Urbanway 18 et Crealis 18.
- Motorisation électrique :
  - E-Way 9.5[14] : midibus 2 portes 69 passagers - 16 sièges + 1 PMR,
  - E-Way 10.7 : midibus 2 portes,
  - E-Way 12[15] : autobus standard 2 ou 3 portes,
  - E-Way 18 : autobus articulé 3 ou 4 portes.

## Caractéristiques techniques

### Dimensions
| Modèles                                       | Urbanway 10                                       | Urbanway 12                                       | Urbanway 18                                       | Crealis 12                                        | Crealis 18                                         |
| --------------------------------------------- | ------------------------------------------------- | ------------------------------------------------- | ------------------------------------------------- | ------------------------------------------------- | -------------------------------------------------- |
| Longueur (mm)                                 | 10 470                                            | 12 000                                            | 17 910                                            | 12 485                                            | 18 395                                             |
| Largeur (mm) (sans rétroviseurs)              | 2 500                                             | 2 500                                             | 2 500                                             | 2 500                                             | 2 500                                              |
| Hauteur (mm) (avec climatisation)             | - diesel : 3 066 - GNV : 3 301                    | - diesel : 3 066 - GNV : 3 301 - Hybride : 3 393  | - diesel : 3 066 - GNV : 3 301 - Hybride : 3 393  | - diesel : 3 103 - GNV : 3 301 - Hybride : 3 393  | - diesel : 3 103 - GNV : 3 301 - Hybride : 3 393   |
| Empattement(s) (mm)                           | 4 590                                             | 6 120                                             | 5 355 / 6 675                                     | 6 120                                             | 5 355 / 6 675                                      |
| Porte-à-faux avant / arrière (mm)             | 2 710 / 3 170                                     | 2 710 / 3 170                                     | 2 710 / 3 170                                     | 3 195 / 3 170                                     | 3 195 / 3 170                                      |
| Diamètre de braquage (m)                      | aux roues : 14,450 entre murs : 17,910            | aux roues : 18,000 entre murs : 21,570            | aux roues : 20,494 entre murs : 23,500            | aux roues : 18,000 entre murs : 22,174            | aux roues : 20,308 entre murs : 23,768             |
| Masse à vide (t)                              | 11,5 environ                                      | 11,5 environ                                      | 16,7 environ                                      |                                                   |                                                    |
| PTAC (t)                                      | 19 maxi                                           | 19 maxi                                           | 30 maxi                                           | 19 maxi                                           | 30 maxi                                            |
| Capacité assis + debout = maxi                | 70 à 81 maxi                                      | 96 à 102 maxi                                     | 106 à 130 maxi                                    |                                                   | 130 maxi                                           |
| Nombre de portes                              | 2 portes                                          | 2 ou 3 portes                                     | 3 ou 4 portes                                     | 3 portes                                          | 4 portes                                           |
| Hauteur du plancher (mm)                      | 320                                               | 320                                               | 320                                               | 320                                               | 320                                                |
| Réservoir à combustible Gazole / CNG (litres) | - 300 (gazole) - 4 bouteilles de 320 (soit 1 280) | - 300 (gazole) - 4 bouteilles de 320 (soit 1 280) | - 340 (gazole) - 4 bouteilles de 320 (soit 1 280) | - 300 (gazole) - 4 bouteilles de 320 (soit 1 280) | - 340 (gazole) - 10 bouteilles de 155 (soit 1 550) |

### Chaîne cinématique

#### Motorisations thermique

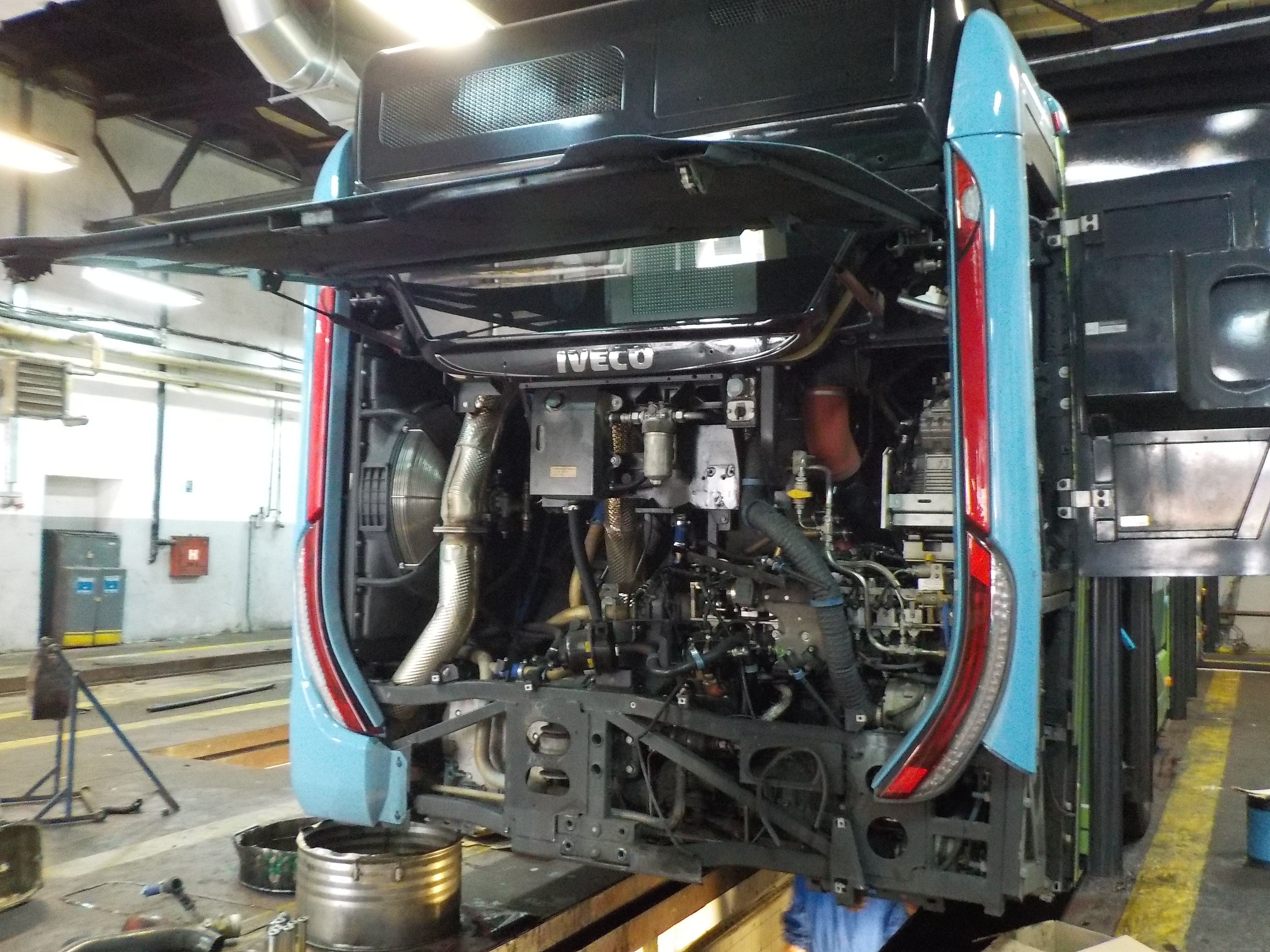
Motorisation GNV d'un Urbanway.

L'Urbanway a été conçu avec deux nouvelles motorisations Tector 7 et Cursor 9, et est équipé d'une technologie mise au point par Fiat Powertrain Technologies nommé « HI-eSCR ».

##### Moteurs Diesel
- l'Iveco Tector 7 (Euro 6) six cylindres en ligne de 6,7 litres avec turbocompresseur développant 286 ch, placé verticalement en longitudinal.
- l'Iveco Cursor 9 (Euro 6) six cylindres en ligne de 8,7 litres avec turbocompresseur développant 310, 360 et 400 ch, placé verticalement à la transversal.

| Modèle et boîte                              | Construction | Moteur + Nom                        | Norme Euro | Cylindrée         | Performance                    | Couple                   | Vitesse maxi | Consommation + CO2    |
| Urbanway 10 et 12 (auto. 6)                  | 2013 - 2022  | 6 cylindres en ligne Iveco Tector 7 | Euro 6     | 6 728 cm3 (6,7 L) | 210 kW (286 ch) à 2 500 tr/min | 1 000 N m à 1 250 tr/min | ... km/h     | ... l/100 km ... g/km |
| Urbanway 12 Crealis 12 (auto. 6)             | 2013 - ...   | 6 cylindres en ligne Iveco Cursor 9 | Euro 6     | 8 709 cm3 (8,7 L) | 228 kW (310 ch) à 2 500 tr/min | 1 300 N m à 1 100 tr/min |              |                       |
| Urbanway 12 et 18 Crealis 12 et 18 (auto. 6) | 2013 - ...   | 6 cylindres en ligne Iveco Cursor 9 | Euro 6     | 8 709 cm3 (8,7 L) | 265 kW (360 ch) à 2 500 tr/min | 1 680 N m à 1 200 tr/min |              |                       |
| Urbanway 18 Crealis 18 (auto. 6)             | 2013 - ...   | 6 cylindres en ligne Iveco Cursor 9 | Euro 6     | 8 709 cm3 (8,7 L) | 294 kW (400 ch) à 2 500 tr/min | 1 700 N m à 1 200 tr/min |              |                       |

##### Moteurs GNV
- l'Iveco Cursor 8 (Euro 6) six cylindres en ligne de 7,8 litres avec turbocompresseur développant 290 et 330 ch, placé verticalement à la transversal.
- l'Iveco Cursor 9 (Euro 6) six cylindres en ligne de 7,8 litres avec turbocompresseur développant 330 et 360 ch, placé verticalement à la transversal.

| Modèle et boîte                             | Construction | Moteur + Nom                        | Norme Euro    | Cylindrée         | Performance                    | Couple                   | Vitesse maxi | Consommation + CO2    |
| Urbanway 10 ou 12 Crealis 12 (auto. 4 ou 6) | 2013 - 2022  | 6 cylindres en ligne Iveco Cursor 8 | Euro 6        | 7 790 cm3 (7,8 L) | 213 kW (290 ch) à 2 500 tr/min | 1 000 N m à 1 100 tr/min | ... km/h     | ... l/100 km ... g/km |
| Urbanway 18 Crealis 18 (auto. 4 ou 6)       | 2013 - 2022  | 6 cylindres en ligne Iveco Cursor 8 | Euro 6        | 7 790 cm3 (7,8 L) | 243 kW (330 ch) à 2 500 tr/min | 1 300 N m à 1 200 tr/min |              |                       |
| Urbanway 10 ou 12 Crealis 12 (auto. 6 ou 7) | 2022 - ...   | 6 cylindres en ligne Iveco Cursor 9 | Euro 6 Step E | 7 790 cm3 (7,8 L) | 243 kW (330 ch)                |                          |              |                       |
| Urbanway 18 Crealis 18 (auto. 6 ou 7)       | 2022 - ...   | 6 cylindres en ligne Iveco Cursor 9 | Euro 6 Step E | 7 790 cm3 (7,8 L) | 265 kW (360 ch)                |                          |              |                       |

#### Motorisation hybride
Les versions hybrides de 12 et 18 mètres de l'Urbanway et du Crealis utilisent la technologie hybride série.
| Véhicules                 | Urbanway 12 Crealis 12                                      | Urbanway 18 Crealis 18                                      |
| ------------------------- | ----------------------------------------------------------- | ----------------------------------------------------------- |
| Moteur thermique          | Diesel ; Iveco Tector 7 (6 cylindres en ligne)              | Diesel ; Iveco Tector 7 (6 cylindres en ligne)              |
| Norme pollution           | Euro 6                                                      | Euro 6                                                      |
| Cylindrée                 | 6 728 cm3 (6,7 L)                                           | 6 728 cm3 (6,7 L)                                           |
| Performance               | 210 kW (286 ch) à 2 500 tr/min                              | 210 kW (286 ch) à 2 500 tr/min                              |
| Couple                    | 1 000 N m à 1 250 tr/min                                    | 1 000 N m à 1 250 tr/min                                    |
| Disposition               | Vertical longitudinal à gauche dans le porte-à-faux arrière | Vertical longitudinal à gauche dans le porte-à-faux arrière |
| Génératrice               | BAE HDS100                                                  | BAE HDS200                                                  |
| Type                      | À aimant permanent                                          | À aimant permanent                                          |
| Puissance                 | 145 kW à 2 100 tr/min                                       | 200 kW à 2 300 tr/min                                       |
| Refroidissement           | Eau-glycol                                                  | Eau-glycol                                                  |
| Disposition de l'ensemble | Longitudinal à gauche dans le porte-à-faux arrière          | Longitudinal à gauche dans le porte-à-faux arrière          |

| Véhicules          | Urbanway 12 Crealis 12                              | Urbanway 18 Crealis 18                              |
| ------------------ | --------------------------------------------------- | --------------------------------------------------- |
| Moteur électrique  | BAE HDS100                                          | BAE HDS200                                          |
| Puissance maximum  | 190 kW                                              | 200 kW                                              |
| Puissance continue | 120 kW                                              | 160 kW                                              |
| Couple maximum     | 3 300 N m                                           | 5 200 N m                                           |
| Couple continu     | 1 610 N m                                           | 2 400 N m                                           |
| Masse              | 297 kg                                              | 352 kg                                              |
| Réducteur          | 4:1                                                 | 4:1                                                 |
| Refroidissement    | Eau-glycol                                          | Eau-glycol                                          |
| Quantité           | 1 par véhicule                                      | 1 par véhicule                                      |
| Disposition        | Longitudinal à gauche dans le porte-à-faux arrière. | Longitudinal à gauche dans le porte-à-faux arrière. |

#### Motorisation électrique
| Modèle                                     | Construction  | Moteur + Nom & capacité batterie  | Performance                  | Couple               | Vitesse maxi | Autonomie | Puissance de charge et temps |
| Iveco Bus Urbanway 18                      | ... - ...     | ... ... - ... kWh                 | ... kW (... ch) à ... tr/min | ... N m à ... tr/min | ... km/h     | ... km    | ... kW ... h                 |
| Astra Town 118                             |               |                                   |                              |                      |              |           |                              |
| Iveco Bus Crealis 12/18 In-Motion-Charging | 11/2017 - ... | Machine asynchrone Škoda Electric | 250 kW (340 ch)              |                      |              |           |                              |
| Škoda 35Tr In-Motion-Charging              |               | Machine asynchrone Škoda Electric | 250 kW (340 ch)              |                      |              |           |                              |

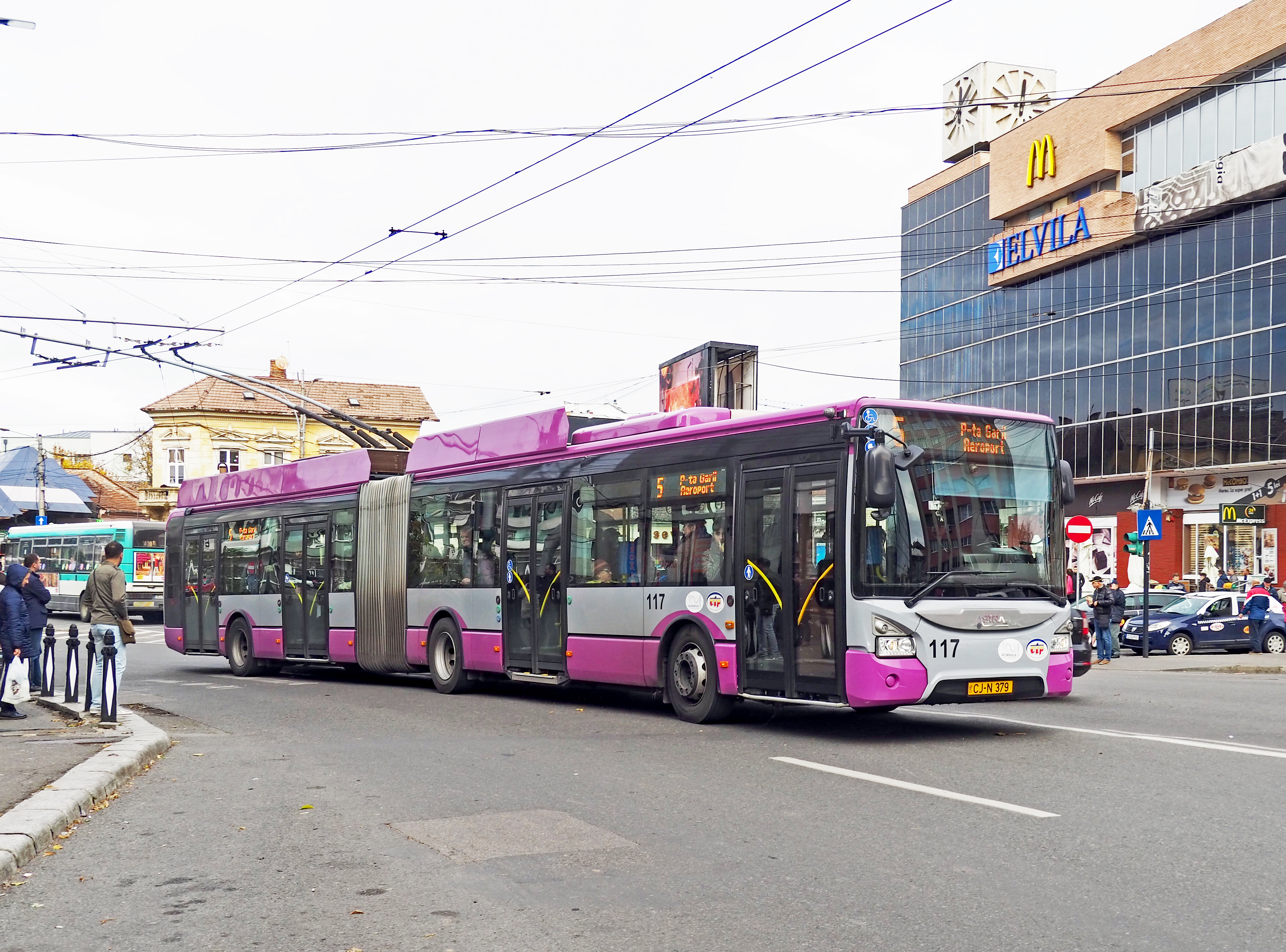
Astra Town 118 à Cluj (Roumanie).

La nouvelle génération de véhicules électriques Crealis « In-Motion-Charging » est dotée de batteries qui se rechargent en roulant sous des lignes aériennes, évitant ainsi une perte de temps et des coûts supplémentaires d'infrastructure dans les dépôts. Cette technologie assure une performance optimale en matière de capacité, de pente, de kilométrage et confort thermique. Les batteries permettent des déplacements même en l'absence de ligne aérienne. Le système de freinage régénératif permet soit de stocker l'énergie en rechargeant les batteries, soit de réinjecter cette énergie dans le réseau électrique. Les coûts d'infrastructure peuvent être limités avec la suppression des infrastructures coûteuses des carrefours et intersections complexes. Cette technologie garantit une continuité de service en cas de déviation d'itinéraires.

#### Boite de vitesses
Les versions thermiques (diesel ou gaz) peuvent être équipées d'une boite de vitesses automatique à 4 ou 6 rapports de marque ZF ou Voith.
- Urbanway 10 et 12 (2013 - 2022) :
  - Automatique Voith Diwa 6 D854.6 ;
  - Automatique ZF Ecolife 6AP1202B ;
- Urbanway 12 et 18 / Crealis 12 et 18 :
  - Automatique Voith Diwa 6 D864.6 ;
  - Automatique ZF Ecolife 6AP1702B ;
- Urbanway 10, 12 et 18 GNV / Crealis 12 et 18 GNV (2013 - 2022) :
  - Automatique Voith Diwa 5 (D854.6) ou Voith Diwa 6 (D864.6) ;
  - Automatique ZF Ecolife 6AP1702B.

### Mécanique
Le véhicule dispose un système de freinage pneumatique à disques pour l'avant et l'arrière avec ABS, ASR et EBS. Il dispose également d'un ralentisseur électromagnétique obligatoire.
Niveau suspension, l'Urbanway est muni de coussins pneumatiques, d'amortisseurs hydrauliques et barres de torsion sur les deux essieux.
La direction est à crémaillère assistée hydrauliquement.

### Aménagement intérieur
La configuration des sièges est variable.

## Le châssis Urbanway
Comme toujours le constructeur italien propose une version châssis de ses autobus, le 12 m "Chassis Low Floor" équipé du moteur diesel Iveco Cursor 9 - Euro 6.
Ce châssis spécialement dédié aux carrossiers industriels et aux assembleurs d'autobus à l'étranger, comprend une structure treillis en acier composée de profilés en U, traités par cataphorèse. Le châssis dispose d'un empattement de 6,120 mm et une largeur de 2,500 mm.
Le poste de conduite peut être placé à gauche ou à droite, selon le code de la route du pays destinataire. Le moteur est un diesel 6 cylindres en ligne, Iveco Cursor 9 de 8,7 litres, développant 310 ch DIN (228 kW) ou 360 ch DIN (265 kW). Le poids total autorisé du véhicule complet peut aller jusqu'à 19 tonnes, selon la législation du pays.